# Jonas Eduardo Américo
Jonas Eduardo Américo (Jaú, 6 augustus 1949) is een voormalig Braziliaans voetballer, beter bekend onder zijn spelersnaam Edu. Hij is vooral bekend om zijn dribbeltalent.

## Biografie
Hij begon zijn carrière op amper zestienjarige leeftijd bij Santos. Bij zijn tweede wedstrijd voor het team speelde hij voor het Torneio Rio-São Paulo tegen Bangu. Het werd meteen een van de belangrijkste wedstrijden uit zijn leven. Hij dribbelde de deuren open voor een verdere carrière en scoorde twee keer tegen de club. Kort daarna werd hij al opgeroepen voor het nationale elftal om mee te gaan naar het WK 1966. Tot op heden is hij nog steeds de jongste speler ooit die opgeroepen werd voor een WK, al kwam hij niet tot spelen toe. Hij ging ook naar de twee volgende WK's en speelde daar telkens één wedstrijd. In 1970 werd Brazilië ook wereldkampioen.
Met Santos won hij nog vier keer het Campeonato Paulista en één keer de landstitel. In seizoen 1972 speelde hij 90 van de 92 wedstrijden die Santos dat jaar afwerkte.
1 Félix ·
2 Brito ·
3 Piazza ·
4 Carlos Alberto  ·
5 Clodoaldo ·
6 Marco Antônio ·
7 Jairzinho ·
8 Gérson ·
9 Tostão ·
10 Pelé ·
11 Rivellino ·
12 Stinghen ·
13 Roberto ·
14 Baldocchi ·
15 Fontana ·
16 Everaldo ·
17 Joel ·
18 Paulo Cézar Caju ·
19 Edu ·
20 Dario ·
21 Zé Maria ·
22 Leão ·
Coach: Zagallo